# حفلات الجانب الغربي الأوركسترالية
في عام 1968 تم تغيير اسم حفلات الجانب الغربي المجتمعية إلى حفلات الجانب الغربي الأوركسترالية، وهي عبارة عن سلسلة حفلات صيفية كلاسيكية أمريكية قدمتها أوركسترا مكونة من 40 قطعة، ظهرت سلسلة أوركسترا المهرجان السيمفوني لأول مرة في صيف عام 1962 واستمرت حتى عام 1977 وكانت مؤسستها ومنظمتها ومديرتها الموسيقية هي فريدريك بتريدس (1903-1983). في عام 1962 أقيمت الحفلة الموسيقية الأولى في شارع 73 في ريفرسايد بارك ولكن في عام 1963 انتقلت السلسلة إلى موقعها الدائم وهو ساحة رياضية واسعة مع نهر هدسون كخلفية في شارع 103 في ريفرسايد بارك مانهاتن  - نيويورك حيث تم إحضار غلاف صوتي مؤقت للحفلات الموسيقية وتم الإعلان عن السلسلة وتمت الإشارة إليها باسم "Tanglewood قاب قوسين أو أدنى" وقد لقيت الحفلات استقبالًا جيدًا من قبل الصحافة وحضرها ما يصل إلى 4500 شخص وبثت على الهواء مباشرة على إذاعة WYNC .

## المؤسِسة والقائدة فريدريك بتريدس
قبل تأسيس حفلات الجانب الغربي المجتمعية / حفلات الجانب الغربي الأوركسترالية، أسست فريدريك بتريدس الرائدة في مجالها أوركستريت كلاسيك وهي قاعة أوركسترا للنساء فقط من عام 1932 إلى عام 1943، وقد عرضت أعمال الملحنين الأمريكيين الجدد مثل بول كريستون وصمويل باربر وديفيد دايموند وقدمت خمس إلى ست حفلات موسيقية سنويًا في قاعة الموسيقى في غرفة كارنيجي التي تسمّى الآن بقاعة ويل ريسيتال، وأسست في عام 1958 سلسلة حفلات كارل شورز بارك على الجانب الشرقي العلوي في مانهاتن وأسست  في الثلاثينيات أوركسترا وادي هدسون السيمفونية في تاريتاون في نيويورك وأسست في عام 1950 جمعية الطلاب السمفونية في مدينة نيويورك وكانت بتريدس أيضًا محررةً وناشرةً للنشرات الإخبارية "النساء في الموسيقى" والتي نُشرت في ثلاثينيات القرن الماضي في نيويورك وانتشرت دوليًا.

### عين على الاحتمالات
أطلقت بتريدس وأخرجت مهرجانين منفصلين لأوركسترا صيفية في الهواء الطلق وكان كلاهما في أحياء مانهاتن حيث كانت تعيش، وبدأت السلسلة الأولى في عام 1958 في حديقة كارل شورز في الجانب الشرقي العلوي بجوار شارع إيست إند حيث عاشت من عام 1931 إلى عام 1958 وتم إطلاق الحفل الثاني في عام 1962 وهو سلسلة حفلات الجانب الغربي المجتمعية بالجانب الغربي العلوي بالقرب من غرب شارع 78 حيث عاشت من عام 1958 إلى عام 1983.

## أوركسترا المهرجان السيمفوني
من أجل حفلات كارل شورز بارك بالقرب من قصر جرايسي قامت فريدريك بتريدس أولًا بتنظيم وتوجيه أوركسترا المهرجانات السيمفونية المؤلفة بشكل أساسي من أعضاء فرقة نيويورك الفيلهارمونية وواصلت أن تكون هذه الأوركسترا بالنسبة لها كقائدة لسلسلة حفلات حفلات الجانب الغربي المجتمعية / حفلات الجانب الغربي الأوركسترالية.

### حول الموسيقيين
قالت بتريدس: "كان لدي موسيقيون رائعون جدًا للعمل معهم."
"كان من الضروري أن تكون منظمًا جيدًا لأنه لم يكن هناك سوى وقت محدود للتدرب، تحدثت قليلًا جدًا ولكني كنت سأبدأ في التدرب على الفور، فيجب أن تكون المرأة أفضل من الرجل إذا كانت ستدير مجموعات مرموقة ولقد جعلت من مسيرتي المهنية أن أكون دائمًا مستعدةً بنسبة 100 في المائة وأعرف جميع النتائج جيدًا ولم أواجه مشكلة أبدًا في إدارة فرق الأوركسترا المكونة من ذكور فقط وكنا نعمل دائمًا معًا بشكل جيد".

## المنظمة
- تم تقديم الحفلات الموسيقية تحت رعاية حفلات الجانب الغربي المجتمعية / حفلات الجانب الغربي الأوركسترالية.[10]
- تم تمويل الموسيقيين جزئيًا بمنحة من الصندوق الاستئماني لصناعات التسجيلات والتي تم الحصول عليها بمساعدة من Local 802 التابعة للاتحاد الأمريكي للموسيقيين.[10]
- نسقت إدارة الحدائق بمدينة نيويورك الجهود مع حفلات الجانب الغربي المجتمعية / حفلات الجانب الغربي الأوركسترالية.[10]
- عمل هاري ب. فرانك (1905-1996) من محكمة نيويورك العليا كرئيس مؤسس للمنظمة[15] وشغل جلاديس شتاينهولز (née Garf ؛ 1901-1967) منصب الرئيس فيما بعد.[16]

### الصحفي والمدير بيتر بتريدس
عمل زوجها الصحفي بيتر بيتريدس (1896–1978) كمدير ودعاية للحفلات الموسيقية وكان يحفزها على مدار أكثر من أربعين عامًا، ولد بيتروس أجاثا أنجيلوس بتريدس لعائلة يونانية في كاراتيبه في تركيا ونشأ في القسطنطينية وبعد الهجرة إلى الولايات المتحدة عندما كان شابًا أصبح كاتبًا ومديرًا للتحرير للصحيفة اليونانية الأمريكية The National Herald (يجب عدم الخلط بينها وبين الصحيفة التي تحمل الاسم نفسه والتي تم إنشاؤها في عام 1997) وقالت فريدريك بتريدس عنه: "لم أكن لأقوم بعملي بدون مساعدته وتشجيعه المستمر ... لقد كان رجل دعاية رائع ومليء بالأفكار الإبداعية ...".

## الجمع بين القديم والجديد
السيدة فريدريك بتريدس هي قائدة رائدة محترفة و متفانية ولديها اتساع وعمق من المعرفة والقدرة الإدراكية على الخوض في الدرجات الغير معروفة وتقديم تجارب استماع جديدة ومختلفة وقد تمكنت من دمج الموسيقى الجديدة في برامجها مع تقديمها للمؤلفات الكلاسيكية غير المعروفة كمساهمة فريدة في المشهد الموسيقي الأمريكي، فلماذا يختار قائد الأوركسترا هذا الاتجاه؟ فأجابت بتريدس: "كنت بحاجة لجذب الانتباه من أجل الحصول على دعم الجمهور المستمع وكذلك الدعم من المستوى الأعلى في دائرة الموسيقى للموسيقيين والنقاد، فقد تواجدت ثروة من الموسيقى على أرفف المكتبة ولم يتم استكشافها ويوجد أعمال لملحنين كلاسيكيين لم يتم عرضها في أمريكا فاحتاجت الأعمال الحديثة إلى عروض عامة أيضًا، ينجذب الناس غريزيًا إلى تجارب استماع جديدة وإلا كيف يمكن أن يكون هناك نمو موسيقي؟ لقد أنجزت هذا الهدف باستمرار من خلال تقديم شيء مختلف. "

## الصحافة
من بين النقاد البارزين الذين تابعوا عن كثب خلال الخمسة عشر عامًا من وجود سلسلة حفلات الجانب الغربي المجتمعية / حفلات الجانب الغربي الأوركسترالية كان فرانسيس دي بيركنز من نيويورك هيرالد تريبيون وهوارد كلاين وثيودور سترونجين وريموند إريكسون من أوقات نيويورك وروبرت شيرمان أيضًا مع صحيفة أوقات نيويورك الذي كتب في طبعة 3 يوليو 1970 من تلك الورقة عن فريديريك بتريدس باعتباره "المحرك الرئيسي في الشؤون الثقافية لنيويورك منذ منتصف الثلاثينيات".

## حفلة موسيقية في الذاكرة
في 14 يونيو 1965 قامت أوركسترا المهرجان مع الكورال بأداء قداس هايدن في زمن الحرب في ذكرى أندرو جودمان الشاب الغربي سيدر الذي قُتل في مقاطعة نيشوبا في ميسيسيبي، وكان أصدقاؤه وزملاؤه في العمل في مجال الحقوق المدنية وعائلته من بين حوالي 2000 جمهور.